# Cesta I. triedy 75
Die Cesta I. triedy 75 (slowakisch für ‚Straße 1. Ordnung 75‘), kurz I/75, ist eine Straße 1. Ordnung in der Slowakei. Sie befindet sich im Südwesten und Süden des Landes, mehrmals entlang der slowakisch-ungarischen Sprachgrenze.

## Verlauf
Die I/75 beginnt an einer Kreuzung mit der Straße 1. Ordnung 62 bei Sládkovičovo und verläuft durch generell Richtung Osten, mit kleinen Abweichungen, durch das Donautiefland, zunächst rund um Galanta. In Šaľa überquert sie die Waag und verläuft bis Nové Zámky in Richtung Südosten, ab Nové Zámky wieder nach Osten, durch den mehr hügeligen Teil der Donautieflands. Bei Šarovce überquert sie anderen großen Fluss, den Hron. Der erste Teil der Straße endet bei Horné Semerovce und ist auf 3 km durch die I/66 unterbrochen. Hinter Horné Semerovce verläuft sie am Südhang der Karpfener Hochebene durch ein dünn besiedeltes Land. Die einzige Stadt in diesem Bereich ist Veľký Krtíš. Bei Halič erreicht sie den Südslowakischen Kessel, bevor sie hinter der letzten Stadt Lučenec in die I/16 mündet.
Der Straßenzug von Nové Zámky bis Lučenec soll durch die Schnellstraße R7 ergänzt werden, mit einer Realisierung ist in der nahen Zukunft jedoch nicht zu rechnen.